# Sun Records
Sun Records — независимый лейбл основанный в Мемфисе в феврале 1952 года Сэмом Филлипсом. Исполнители, выпускавшие пластинки на Sun Records являются ключевыми фигурами рок-н-ролла. В 1950—60-е годы здесь записывались такие исполнители, как Элвис Пресли, Карл Перкинс, Джонни Кэш, Джерри Ли Льюис, Рой Орбисон и другие.

## История
Владелец и основатель фирмы и звукозаписывающей студии при ней Сэм Филлипс, был в 1940-х годах диск-жокеем на радиостанции в штате Алабама.
3 января 1950 года Сэм Филлипс открыл «Memphis Recording Service» по адресу Юнион авеню, 706. Как и сотни его коллег, он искал новых артистов для записи. Чаще всего это были темнокожие исполнители блюза, например Би Би Кинг, Руфус Томас.
Девиз Филлипса был краток и прост: «Мы записываем всё, везде и в любое время».
В 1969 году Сэм Филлипс продал фирму.
Сегодня в здании звукозаписывающей студии «Sun» функционирует музей.
C 1970-х годов лейбл занимался переизданием прежних записей, но в 2013 году подписал кантри музыканта Джули Робертс.
В 2017 году на телеканале Country Music Television вышел одноимённый сериал о рекорд-лейбле.

## Элвис Пресли

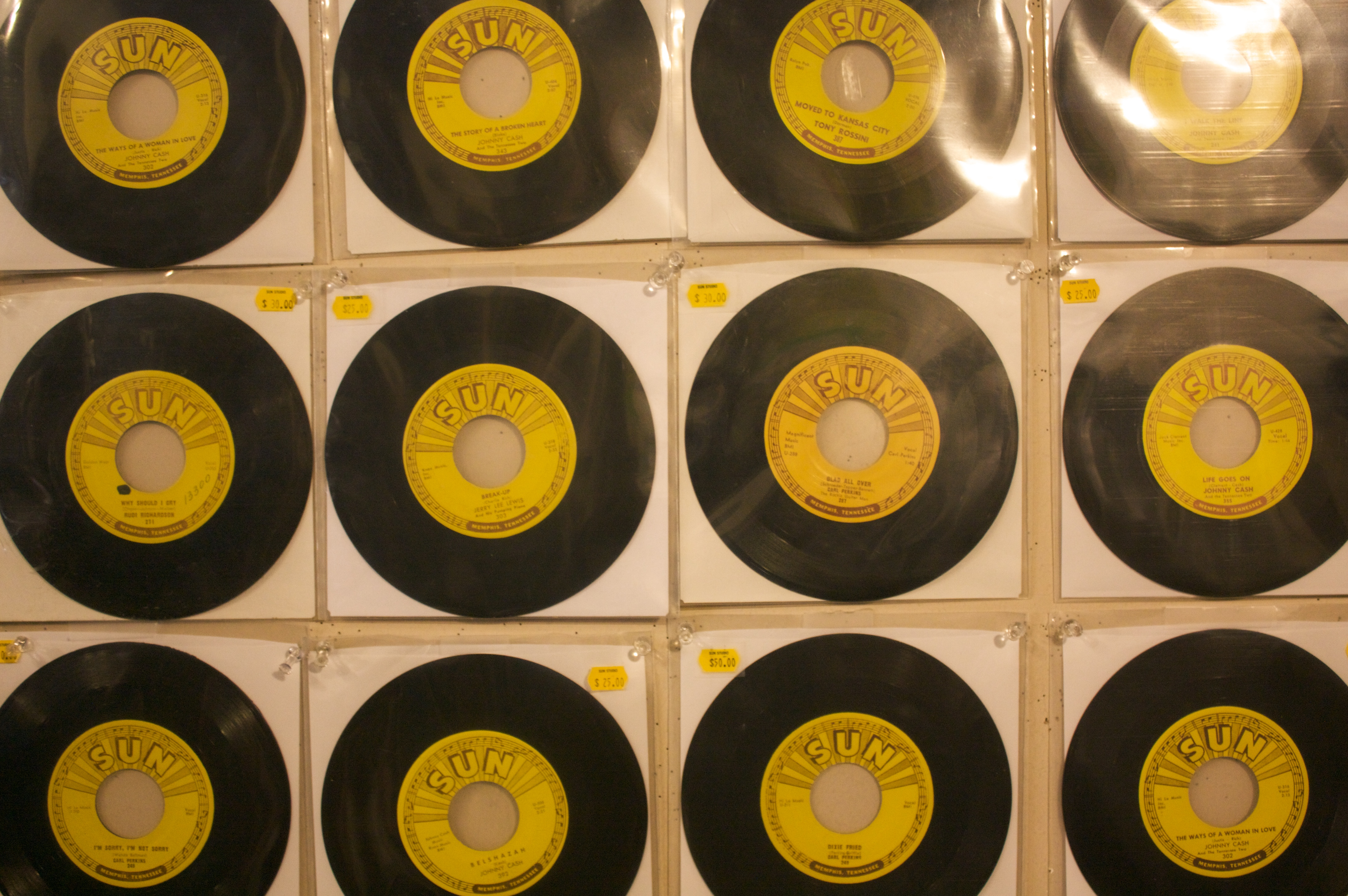

В 1955 году контракт Элвиса Пресли с фирмой «Sun» был перекуплен звукозаписывающей фирмой RCA, за 40.000 долларов, из которых 5 тысяч предназначались лично Элвису. Весь материал, который Элвис записал у Сэма Филлипса был выкуплен компанией «RCA». Первой записью на новой фирме стал легендарный хит — Heartbreak Hotel.

## Джонни Кэш

### Студийные альбомы
- With His Hot and Blue Guitar (1957)
- Sings the Songs That Made Him Famous (1958)
- Greatest! (1959)
- Sings Hank Williams (1960)
- Now Here's Johnny Cash (1961)
- All Aboard the Blue Train (1962)
- The Original Sun Sound of Johnny Cash (1964)

### Сборники
- Get Rhythm (1969)
- Original Golden Hits, Volume I (1969)
- Story Songs of the Trains and Rivers (1969)
- Showtime (1970)
- The Singing Storyteller (1970)
- Original Golden Hits, Volume II (1970)
- Johnny Cash: The Legend (1970)
- The Rough Cut King of Country Music (1970)
- Sunday Down South (1970)
- Johnny Cash: The Man, His World, His Music (1971)
- Original Golden Hits, Volume III (1971)
- JC: Johnny Cash (2006)
- Forever Johnny Cash (2007)